# Eva Fajčíková
Eva Fajčíková (* 1. února 1990 Banská Bystrica, Slovensko) je slovenská malířka.
V letech 2000–2008 studovala Gymnázium v Šahách. Poté v letech 2008–2014 studovala Právnickou fakultu Univerzity Komenského v Bratislavě a v letech 2011–2017 Akademii výtvarných umění v Praze, ateliér Martina Mainera. Zabývá se realistickou a figurální malbou.

## Samostatné výstavy
- 2013 – Cafee Art Gallery, Ostřihom, Maďarsko
- 2013 – Synagóga, Art Saag Sigillum, Šahy, Slovensko
- 2015 – Billy, Vypálené koťátko, Praha, Česko
- 2015 – PechaKucha Night vol.11, Znojmo, Česko
- 2016 – Cukor, Galerie co hledá jméno, Praha, Česko
- 2017 – Už dlouho mě nic nevyděsilo, Knupp Gallery, Praha, Česko[5]
- 2017 – Ennui Noir, Infocentrum Prahy 7, Praha, Česko
- 2018 – Synagóga, Art Saag Sigillum, Šahy, Slovensko
- 2019 – XVI. Veža, Knupp Gallery, Praha, Česko
- 2019 – Chromofobia, ArTrafika, Praha, Česko
- 2019 – Mirage, Vnitroblock, Praha, Česko[6][7]
- 2020 – Secret Garden, Dudes Barbies Gallery, Praha, Česko[8]